# Mieczysław Jedoń
Mieczysław Jedoń (n. 28 iulie 1943, Suceava, România) este un economist și om politic polonez, care a fost ales ca deputat în Seimul Polonez în trei legislaturi (1993-2005).

## Biografie
În anul 1985 a absolvit Facultatea de Economie din cadrul Academiei Naționale de Științe Economice din Wrocław. A lucrat apoi ca director de marketing. A fost ales ca membru al Seimului Poloniei (camera inferioară a Parlamentului Poloniei) în legislaturile a II-a (1993-1997), a III-a (1997-2001) și a IV-a (2001-2005), fiind inclus pe lista candidaților Alianței Stângii Democrate din districtul Wrocław.
A îndeplinit apoi funcția de președinte al Consiliului de Administrație al Federației Sindicatelor din Industria Ușoară (din componența Confederației Sindicatelor din Polonia). Începând cu 2006, a fost membru al Consiliului local din orașul Bielawa.
A candidat fără succes la alegerile parlamentare din 2005 și 2007.